# Пеночковые певуны
Пе́ночковые певуны (лат. Vermivora) — род воробьиных птиц из семейства древесницевых (Parulidae). Распространены от Северной до Центральной Америки. Места гнездовий находятся в Северной Америке.

## Классификация
В род включают всего 3 вида:
- Vermivora bachmanii (Audubon, 1833) — Багамский пеночковый певун, или древесница Бахмана
- Vermivora chrysoptera (Linnaeus, 1766) — Золотокрылый пеночковый певун
- Vermivora cyanoptera Olson & Reveal, 2009 — Синекрылый пеночковый певун

Ранее к роду относили ещё 6 видов, но в результате ревизии их перенесли в род Leiothlypis Sangster, 2008:
- Leiothlypis celata — Оранжевоголовый пеночковый певун
- Leiothlypis crissalis — Мексиканский пеночковый певун
- Leiothlypis luciae — Краснопоясничный пеночковый певун
- Leiothlypis peregrina — Зелёный пеночковый певун
- Leiothlypis ruficapilla — Красношапочный пеночковый певун
- Leiothlypis virginiae — Пеночковый певун Виргинии